# Lijst van windmolens in Brussels Hoofdstedelijk Gewest
Dit is een lijst van windmolens in het Brussels Hoofdstedelijk Gewest.
| Naam            | Plaats                 | Gemeente               | Provincie                      | Type molen    | Functie    | Maalvaardigheid | Monument-status | Bezoekmogelijkheid                                                              | Foto |
| --------------- | ---------------------- | ---------------------- | ------------------------------ | ------------- | ---------- | --------------- | --------------- | ------------------------------------------------------------------------------- | ---- |
| Luizenmolen     | Anderlecht             | Anderlecht             | Brussels Hoofdstedelijk Gewest | Standerdmolen | Korenmolen | Maalvaardig     | M               | Elke tweede en vierde zondag van de maand 14-17 uur en op afspraak voor groepen |      |
| Molen van Evere | Evere                  | Evere                  | Brussels Hoofdstedelijk Gewest | Stellingmolen | Korenmolen | Romp            | M, DSG          |                                                                                 |      |
| Verbrande Molen | Sint-Lambrechts-Woluwe | Sint-Lambrechts-Woluwe | Brussels Hoofdstedelijk Gewest | Standerdmolen | Korenmolen | Maalvaardig     | M               | Elke tweede en vierde zaterdag van de maand of op afspraak                      |      |

Antwerpen ·
Brussels Hoofdstedelijk Gewest ·
Henegouwen ·
Limburg ·
Luik ·
Namen ·
Oost-Vlaanderen ·
Vlaams-Brabant ·
Waals-Brabant ·
West-Vlaanderen

Verwante lijsten: Windmolens in Nederland